# Pierwszy oddech
Pierwszy oddech – odruchowa reakcja noworodka na zmiany w składzie krwi, odpępnienie, które powoduje wzrost ciśnienia krwi krążącej i nowe bodźce: zimno, światło. U zdrowego noworodka występuje w ciągu 30–60 sekund od urodzenia.

## Mechanizm
W trakcie porodu dochodzi do skompresowania klatki piersiowej w celu dopasowania jej do wymiarów kanału rodnego kobiety. Płód rodzi się w bezdechu. Pierwszy oddech powoduje nagłe rozprężenie klatki piersiowej, a jednocześnie wytwarza się ujemne ciśnienie w opłucnej dziecka. Dochodzi do zwiększenia przepływu krwi przez płuca i rozprężenia płuc. Pojemność pierwszego oddechu wynosi ok. 50 ml powietrza.
Surfaktant występujący w pęcherzykach płucnych noworodków donoszonych zapobiega ich zapadaniu się oraz zmniejsza napięcie powierzchniowe. Jego obecność jest warunkiem prawidłowego oddychania noworodka po porodzie. 
Płuca dziecka zwiększają swoją objętość z każdym kolejnym oddechem. Wiąże się to nie tylko z rozprężaniem, ale też z wydalaniem płynu owodniowego z pęcherzyków. Jest on wchłaniany do naczyń krwionośnych i limfatycznych wraz ze zwiększającą się ilością wdychanego powietrza. Przepływ płynu owodniowego do naczyń powoduje poszerzenie tętniczek płucnych i wzrost przepływu krwi przez płuca dziecka. 

## Układ krwionośny
Różnice w budowie układu krwionośnego płodu i dorosłego człowieka stopniowo zanikają po porodzie, a krążenie stabilizuje się. Otwór owalny na skutek wzrostu ciśnienia lewego przedsionka serca zamyka się, co jest pierwszym przystosowaniem do życia pozamacicznego; odbywa się to w trakcie kilku pierwszych oddechów. Zarasta do ok. 12 miesiąca życia. Przewód żylny zamyka się, tworząc więzadło żylne wątroby. Przewód tętniczy obkurcza się wraz ze wzrostem ukrwienia płuc i utlenowania krwi. Opóźnienia w przystosowaniach układu krwionośnego mogą powodować zaburzenia oddychania i przepływu krwi. Pod wpływem zmian w składzie chemicznym krwi dochodzi również do silnego obkurczenia naczyń pępowinowych.